# Chris Birchall
Pour les articles homonymes, voir Birchall.
Christopher Birchall, né le 5 mai 1984 à Stafford (Angleterre), est un footballeur anglo-trinidadien. Bien que né en Angleterre, il défend les couleurs de Trinité-et-Tobago car sa mère Jenny est citoyenne de ce pays. Il évolue au poste de milieu défensif avec la sélection de Trinité-et-Tobago.

## Carrière
Christopher Birchall est un des joueurs trinidadiens les plus connus, grâce à son but marqué lors du match de barrage qualificatif pour la Coupe du monde 2006 qui qualifie l'équipe nationale pour cette Coupe du monde. Il a passé la plupart de sa carrière en Angleterre dans plusieurs clubs de 3e division. Le club le plus connu qu'il a fréquenté en Angleterre est Brighton and Hove. Il joue maintenant aux États-Unis dans l'équipe des Los Angeles Galaxy. Après une saison au Crew de Columbus, son contrat n'est pas reconduit en décembre 2012. Il retourne s'entrainer à Port Vale en Angleterre où il finit par signer un contrat un mois plus tard.

### En équipe nationale
Christopher Birchall est l'unique joueur blanc à avoir joué avec les « Soca Warriors ». Il a marqué le but de la qualification face au Bahreïn lors du match de barrage Asie-Amérique centrale pour la Coupe du monde 2006.
Birchall participe à la Coupe du monde 2006 avec l'équipe de Trinité-et-Tobago.

## Palmarès
- Coupe MLS en 2011
- MLS Supporters' Shield en 2010 et 2011